# Звенигородская (станция метро, Санкт-Петербург)
«Звенигоро́дская» — станция Петербургского метрополитена. Входит в состав Фрунзенско-Приморской линии, расположена между станциями «Садовая» и «Обводный канал».
Открыта 20 декабря 2008 года в составе первого пускового комплекса Фрунзенского радиуса. Была введена в эксплуатацию без выхода на поверхность. Для сообщения с остальными линиями метрополитена был задействован переходной коридор между станциями «Звенигородская» и «Пушкинская», а для выхода на поверхность — эскалаторный тоннель станции «Пушкинская». Собственные вестибюль и наклонный ход станции были открыты 26 декабря 2009 года.

## Наземные сооружения

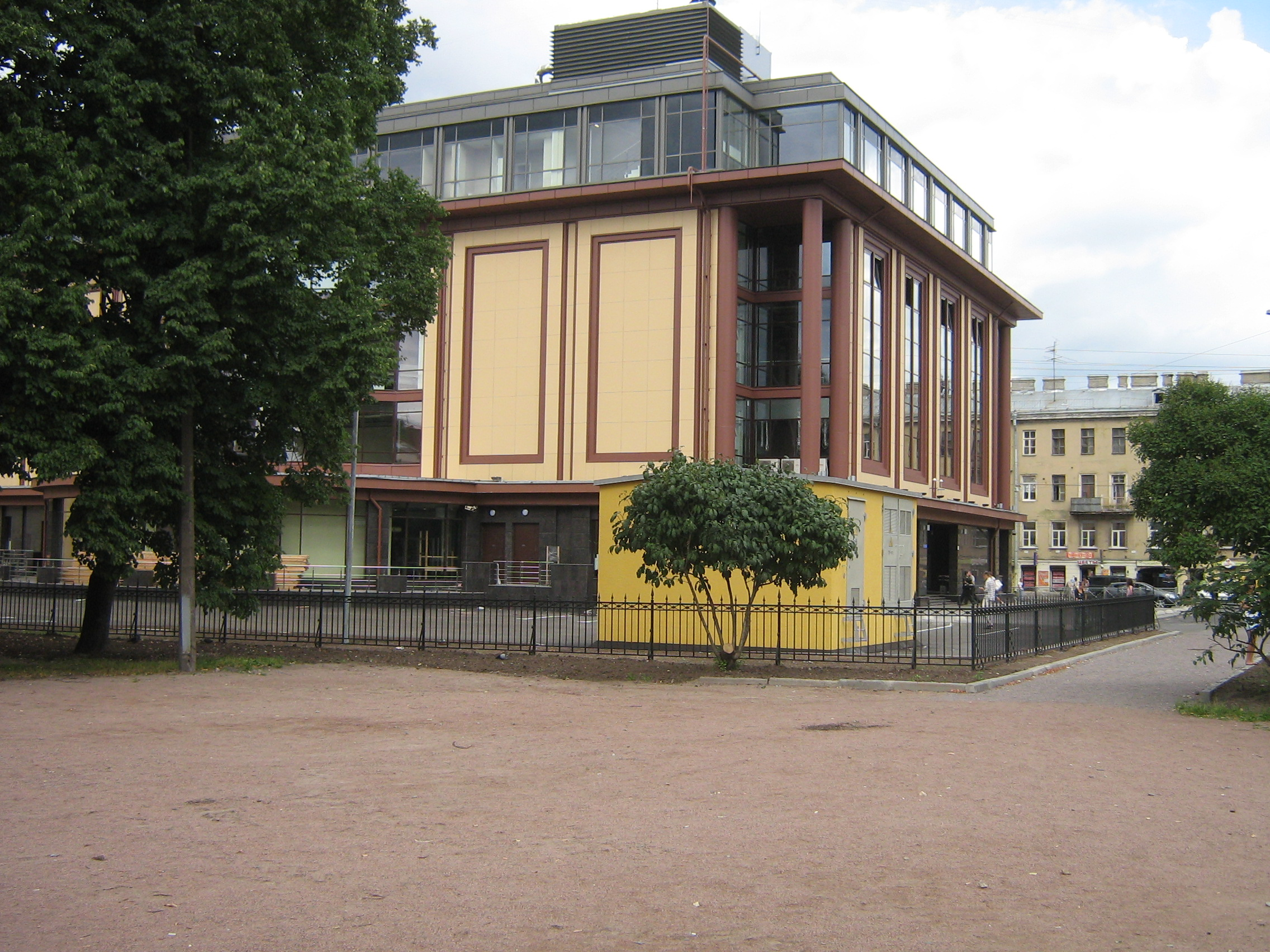
Вид на торговый комплекс со станцией метро со стороны сада

Панно в вестибюле

По первоначальным данным от пресс-службы метрополитена, павильон должны были построить по проекту архитекторов Ю. В. Еечко и Н. В. Ромашкина-Тиманова. Этот проект описывался как двухэтажное здание с портиком, гармонично вписывающееся в архитектурный ансамбль бывших казарм Семёновского полка. Планировалось на первом этаже разместить сам вестибюль, а на втором — службы метрополитена. Однако проект был изменён, и вестибюль было решено встроить в ТРК «Звенигородский», возведённый по проекту «Адаманта». Проект фасадов здания принадлежит архитектору Р. М. Даянову.
Открытый 26 декабря 2009 года вестибюль станции с четырьмя эскалаторами встроен в ТРК «Звенигородский», открытый осенью 2010 года. Здание ТРК разместилось между домами № 1 и № 3 по Звенигородской улице. В 2021 году светильники наклонного хода были заменены со «световых столбиков» на «факелы».

## Подземные сооружения

Мозаичное панно «Семёновский полк»

«Звенигородская» — колонно-стеновая станция глубокого заложения (глубина ≈ 57 м).
Первоначально станция планировалась как колонная, но из-за остановки в 1996 году работ по сооружению станции и, вследствие этого, возникших деформаций частично построенного тоннеля, в 2001 году было принято решение для предотвращения дальнейших деформаций заменить часть колонн глухими простенками. Боковые тоннели станции имеют увеличенный, по сравнению с типовой колонной станцией, диаметр — 9,8 метров; средний зал — типовой с расстоянием между осями колонн 3,8 метра в продольном направлении и 8 метров — в поперечном.
Станция построена по проекту архитекторов Ленметрогипротранса. Авторы проекта: Н. В. Ромашкин-Тиманов, Ю. В. Еечко, Д. А. Бойцов и Н. А. Виноградова. Тематика художественного оформления станции посвящена Семёновскому полку, казармы которого располагались в районе выхода станции на поверхность на Семёновском плацу (ныне Пионерская площадь). Пол выполнен из зелёного гранита Rakhi Green (Индия) с цветными вставками и окантовкой из красного гранита Imperial Red (Индия). Стены облицованы мрамором Коелга, гранитом Кашина гора и тёмно-зелёным мрамором Indiana Green (Индия). Выбор поставщика и камня из Индии произведён специалистом по природному камню Владимиром Шестаковым. На станции установлено мозаичное панно из смальты с изображением самых первых семёновцев Петра Великого, выполненное в мастерской Российской академии художеств (художник А. К. Быстров).

## Пересадки

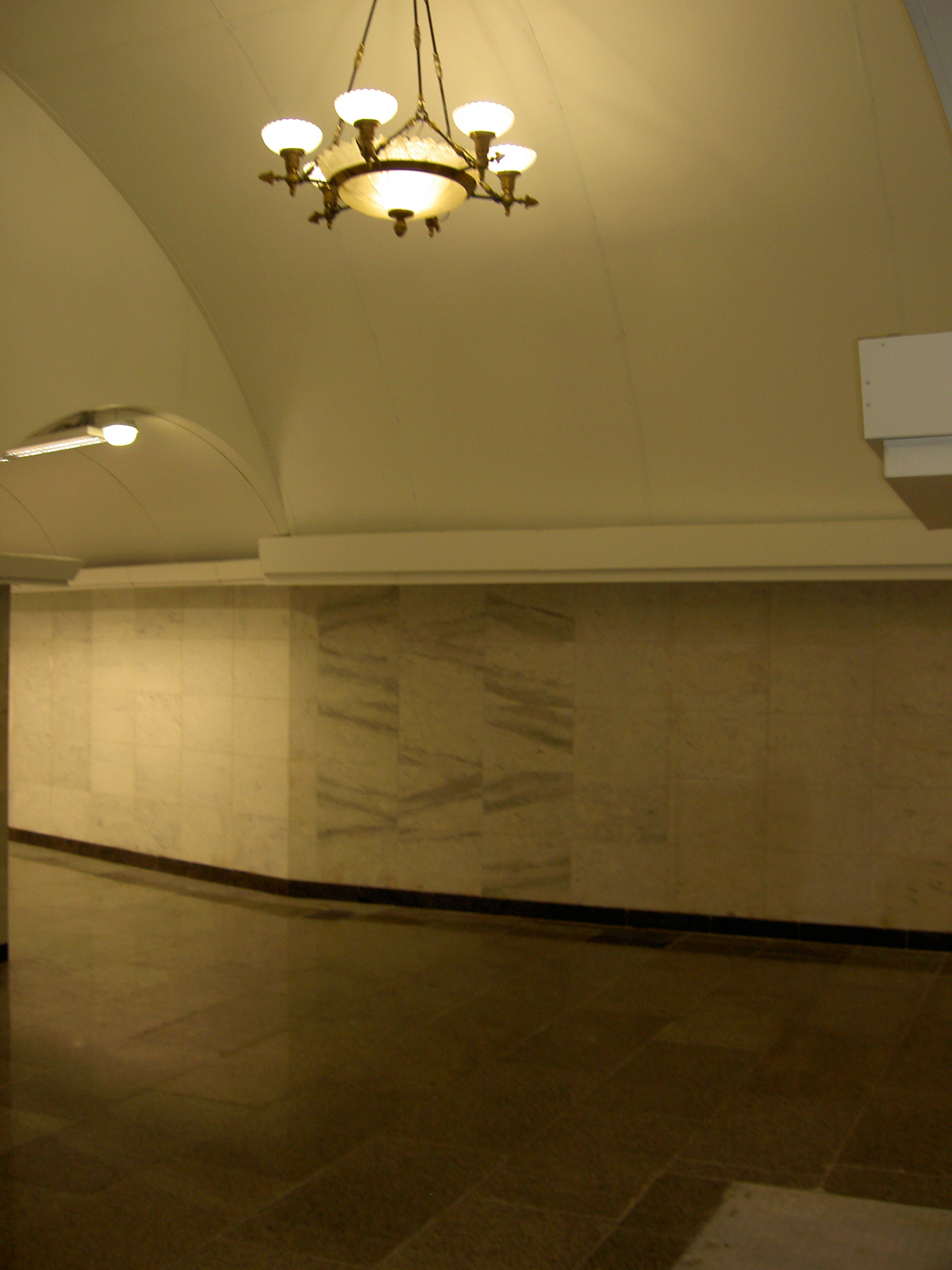
Переход «Пушкинская» — «Звенигородская». Люстры, ранее находившиеся на станции «Пушкинская» на месте сооружённого перехода

Станция является пересадочной с Кировско-Выборгской линией. Конструкция сопряжения перехода со станцией уникальна для Петербургского метрополитена. В центральной части станции платформа среднего зала приподнята (продольные лестницы перед и после неё), и уже с этой платформы идёт лестница над путями, ведущая в три коротких коридора, объединённых небольшим залом, разделяющимся на два коротких тридцатиметровых переходных тоннеля к станции «Пушкинская». В переходе подвешены две люстры, размещавшиеся до сооружения перехода над посадочной платформой «Пушкинской». В конце 2014 года их снимали на реставрацию, затем вернули на место.

## Строительство
Сооружение правого станционного тоннеля диаметром 9,8 метра началось в октябре 1994 года и после установки 121 колец в марте 1996 года было приостановлено. В связи с возникшими деформациями конструкций тоннеля, вызванными длительной приостановкой работ, с октября 2001 года по март 2002 года выполнялись работы по сооружению глухих железобетонных простенков и установке временных поддерживающих колонн. С июля 2004 года работы по сооружению тоннеля были возобновлены и завершились в мае 2005 года.
Переборка левого пилот-тоннеля на станционный диаметр 9,8 метра началась в январе 2006 года. Для уменьшения сроков строительства в марте 2006 года с противоположной стороны станции организована переборка пилот-тоннеля встречным забоем. В марте 2007 года работы по переборке пилот-тоннеля были закончены.
С октября 2005 года в правом станционном тоннеле начались работы по монтажу постоянных колонн и устройству монолитных простенков.
Аналогичные работы в левом станционном тоннеле были начаты в ноябре 2006 года.
В феврале 2007 года начато сооружение начального участка верхнего свода станции: со стороны СТП сооружен монолитный участок для монтажа механизма сборки обделки. Работы по проходке верхнего свода стартовали в марте и продолжались до ноября 2007 года.
В июне 2007 года начато сооружение обратного свода станции.
В июле 2007 года начались работы по сооружению вестибюля и наклонного хода:

Готовим грунт к прохождению, в Петербурге всегда тяжело проходить первые 50 метров, потому что сплошные водоносные слои. На «Звенигородской» ситуация одна из самых сложных, поэтому приходится не просто замораживать грунт, как делали метростроевцы полвека назад, но и укреплять его цементом. Такая система надёжнее.
— Главный инженер службы капитального строительства метрополитена Владимир Маслак
В апреле 2008 года основные конструкции станции были полностью готовы, и началось сооружение внутренних конструкций станции (пассажирских платформ, служебных помещений).
По состоянию на январь 2008 года был практически завершён демонтаж тюбингов временного заполнения в боковых тоннелях со стороны среднего зала. Пройден переход к станции «Пушкинская». На станции «Пушкинская» была отгорожена территория, и производился демонтаж зонтов над ЛСТ. На месте наземного вестибюля станции проводилась заморозка грунтов и сооружение котлована под фундамент 3—4-этажного здания вестибюля. Был утверждён проект здания.
27 ноября 2008 года были полностью закончены работы с панно.
В 2008 году велась проходка наклонного хода станции и строительство вестибюля. Проходка наклонного хода была завершена в марте 2009 года. Открытие состоялось 26 декабря 2009 года.

### Дата открытия станции
Для пассажиров станция была открыта 20 декабря 2008 года. Выход в город осуществлялся через станцию «Пушкинская» по причине отсутствия собственного вестибюля. Собственный вестибюль станции был открыт 26 декабря 2009 года.

## Фотографии

### Станция до 26 декабря 2009 года
Состояние станции с момента ввода в эксплуатацию и до открытия собственного выхода на поверхность:

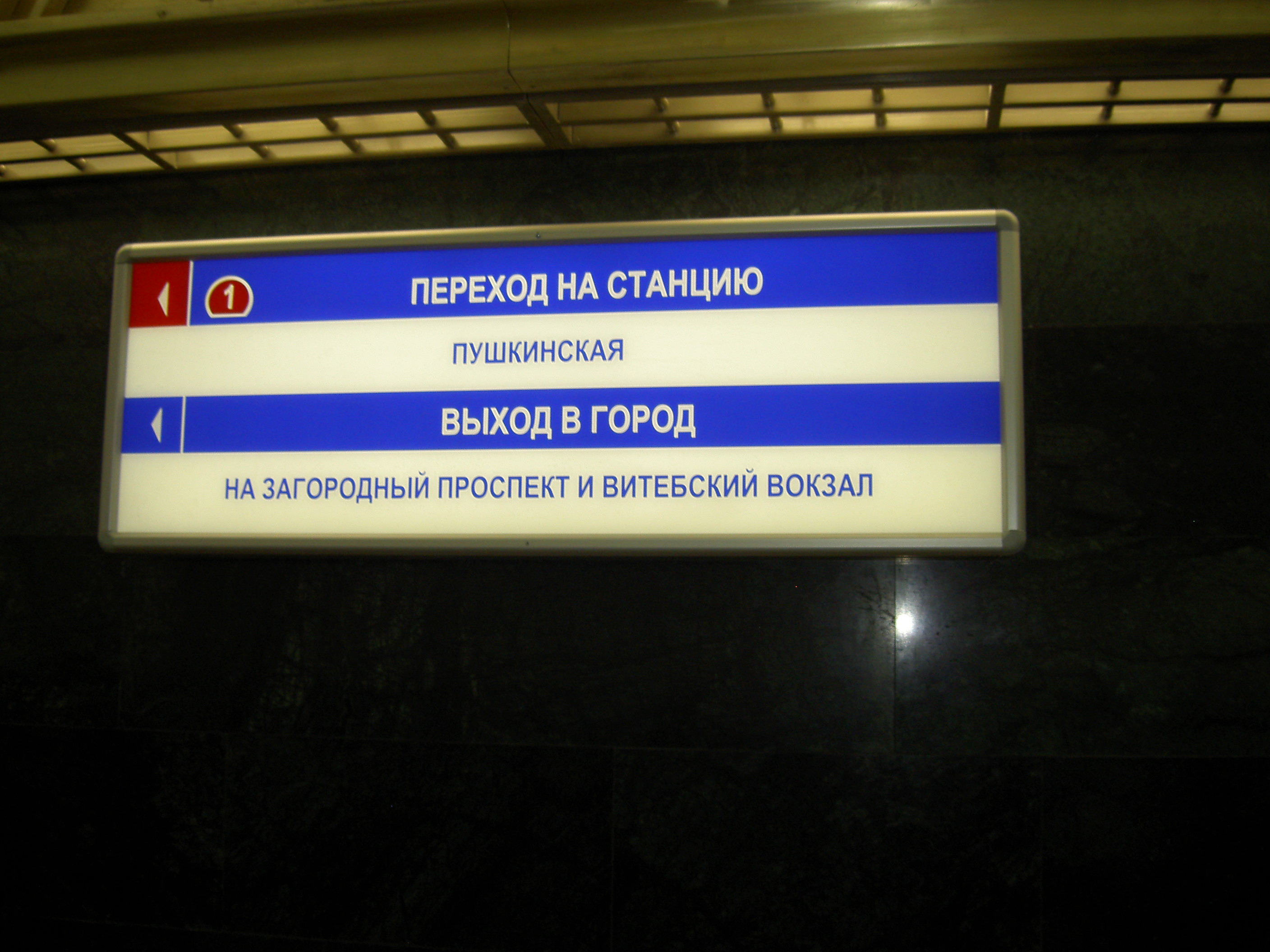
Информационный указатель. Выход в город производится через станцию «Пушкинская»
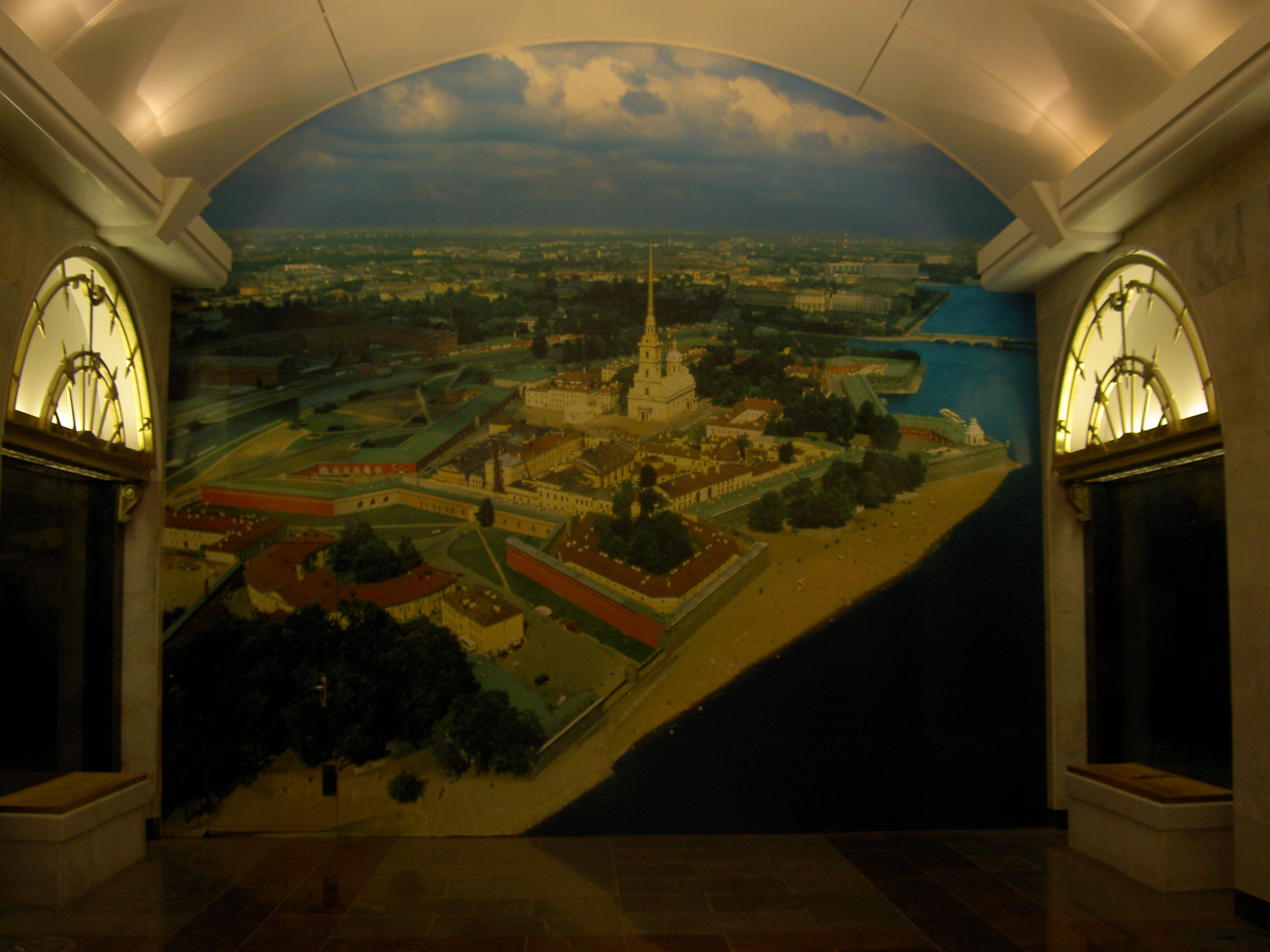
Фотообои на панели, закрывающей непостроенный выход на поверхность
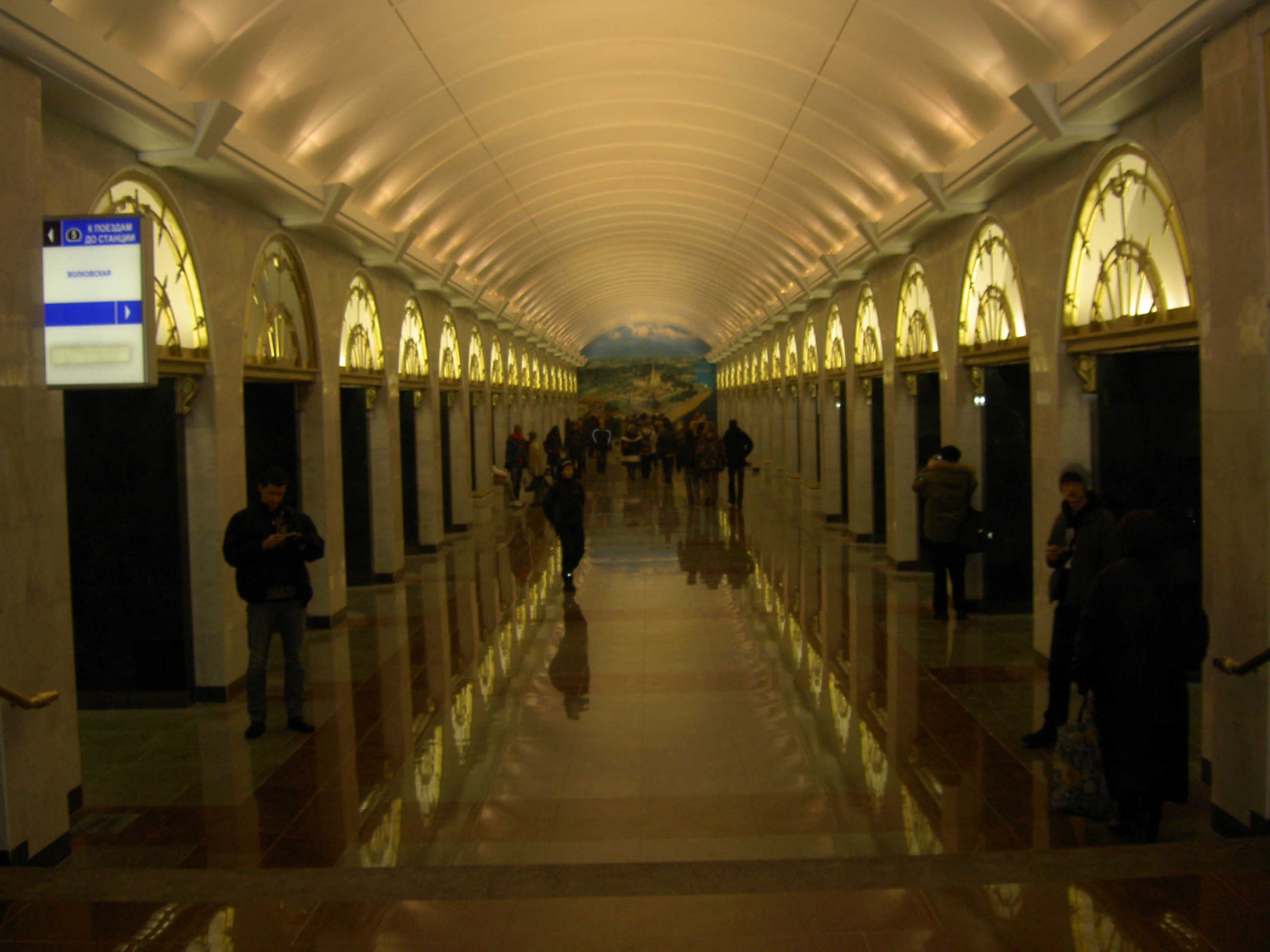
Вид на фотообои от перехода на «Пушкинскую»

### Станция до 7 марта 2009 года
Состояние станции с момента открытия до объединения двух участков 5-й линии 7 марта 2009 года:

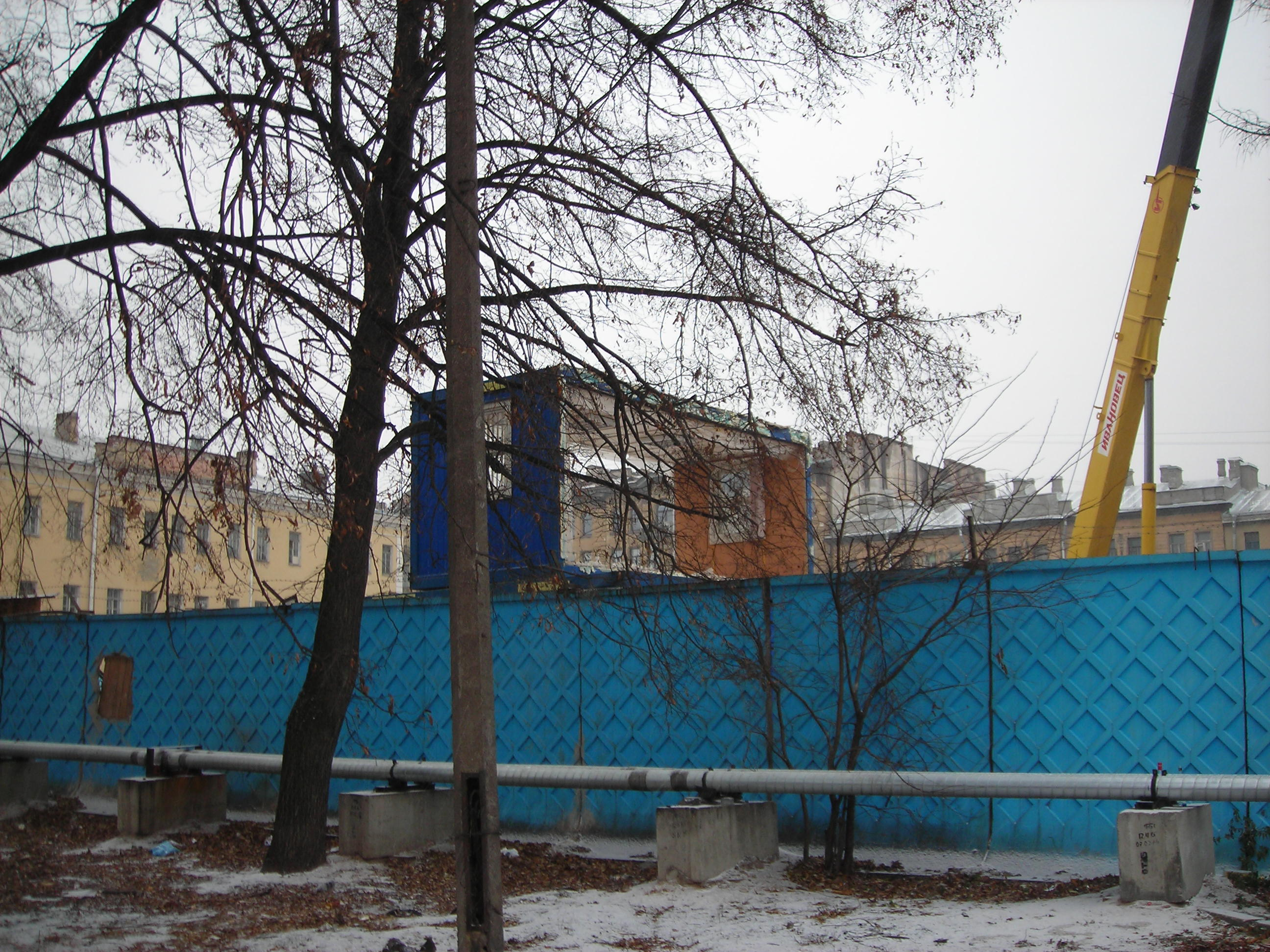
Строительство (со стороны Пионерской площади), 7 ноября 2007 года
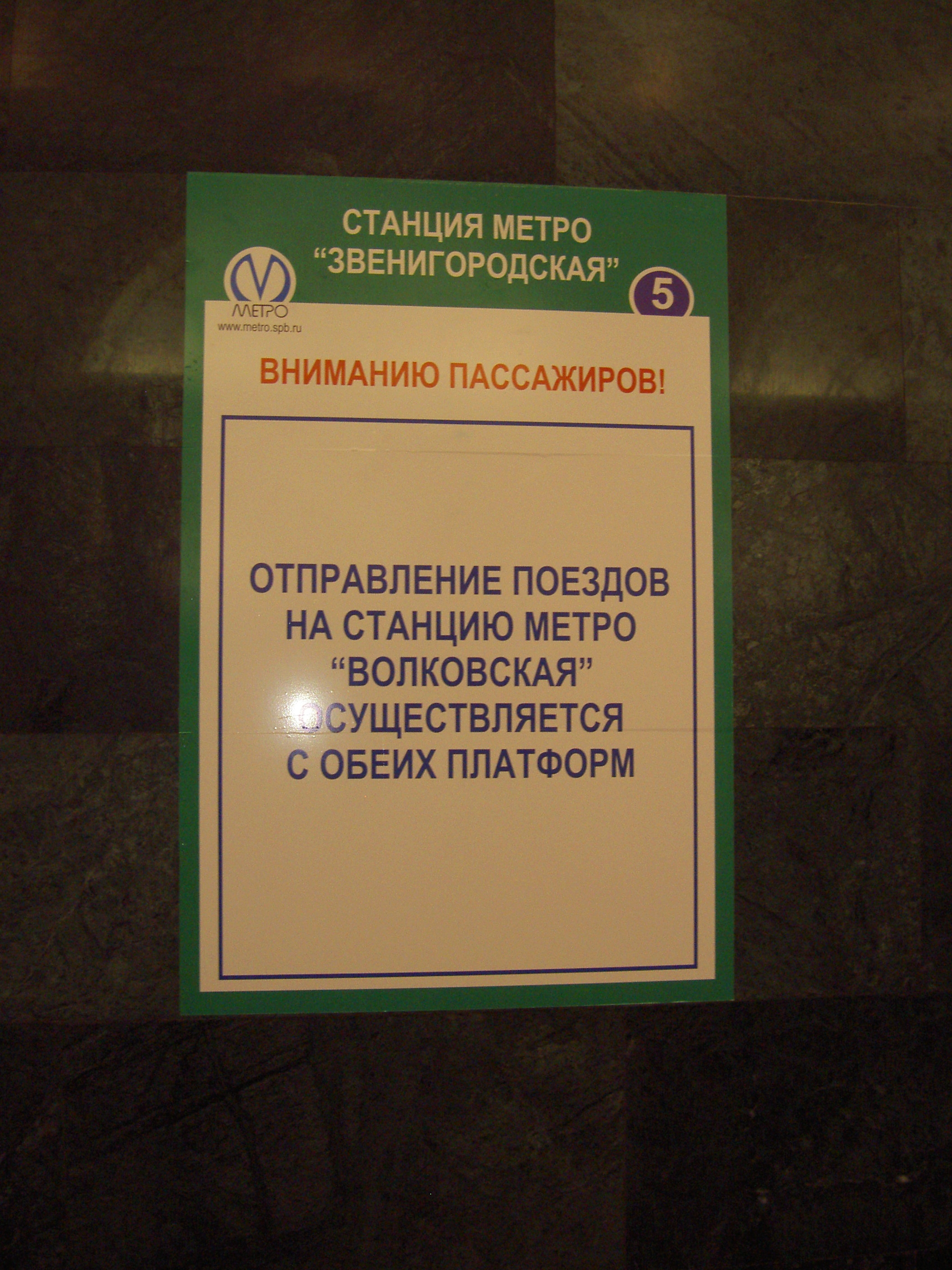
Плакат, сообщающий о том, что с обеих платформ поезда следуют до «Волковской»
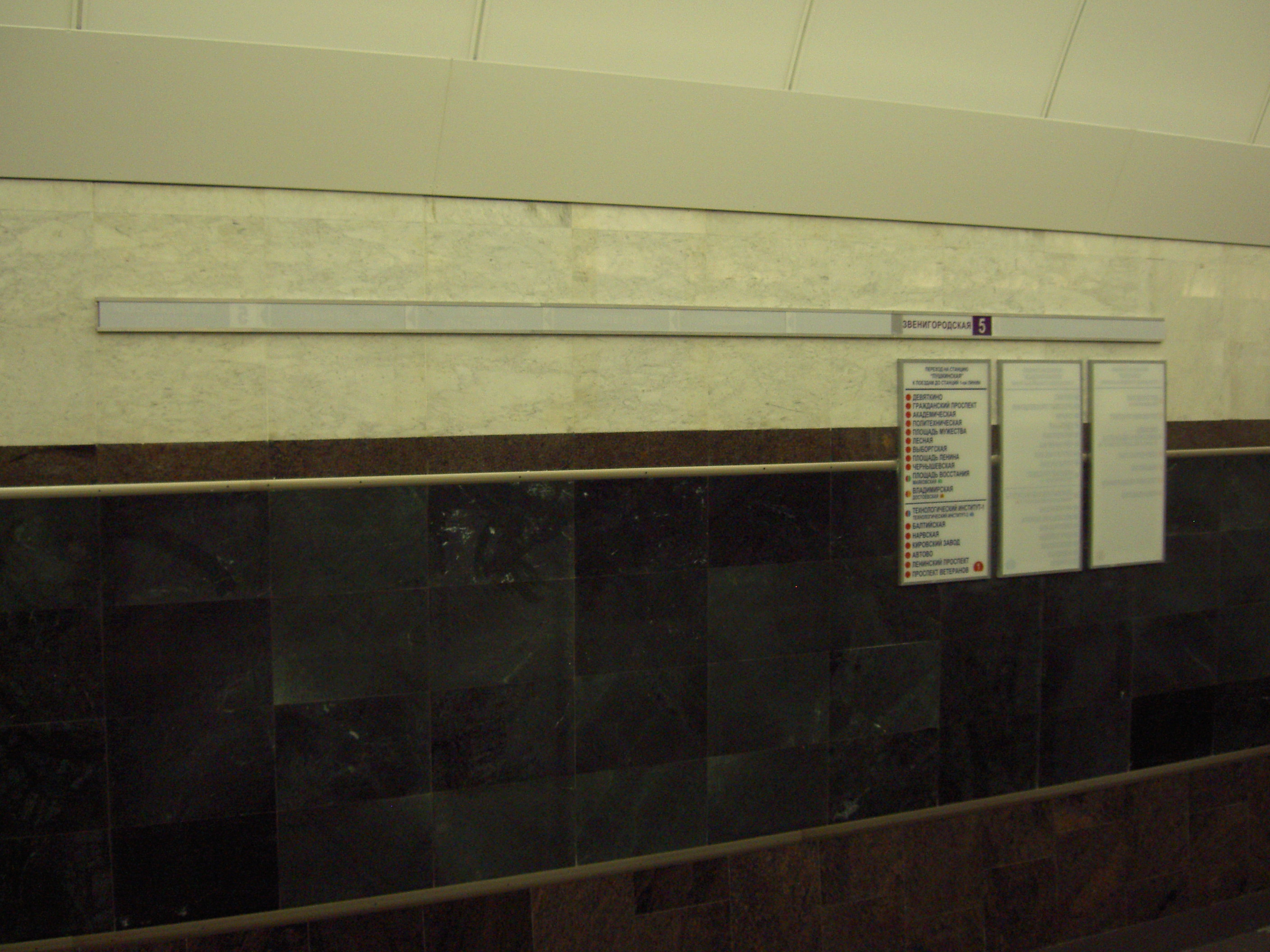
Маршрутный указатель по направлению к «Садовой» с заклеенными секциями
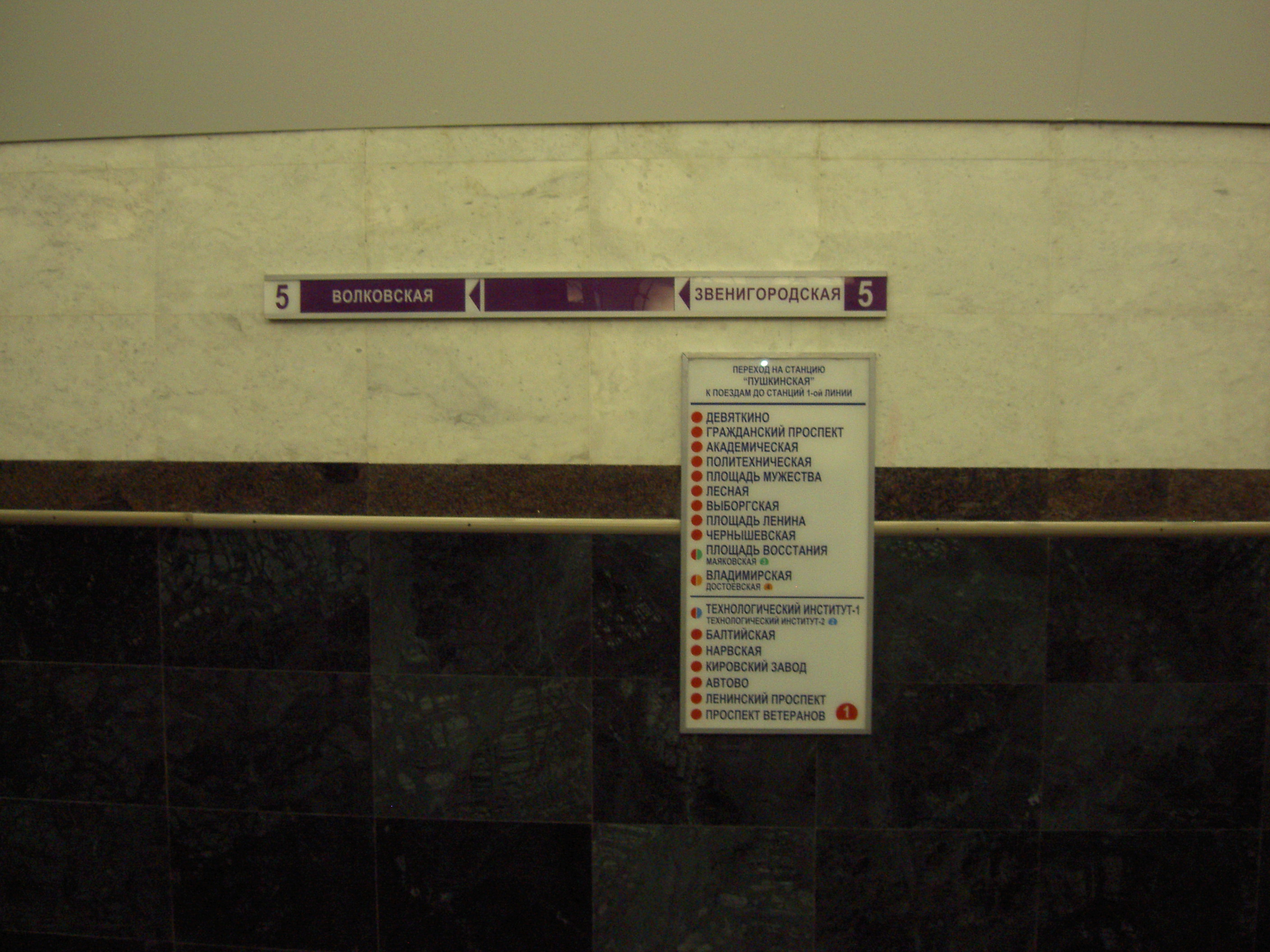
Маршрутный указатель по направлению к «Волковской» с пустой секцией для станции «Обводный канал»
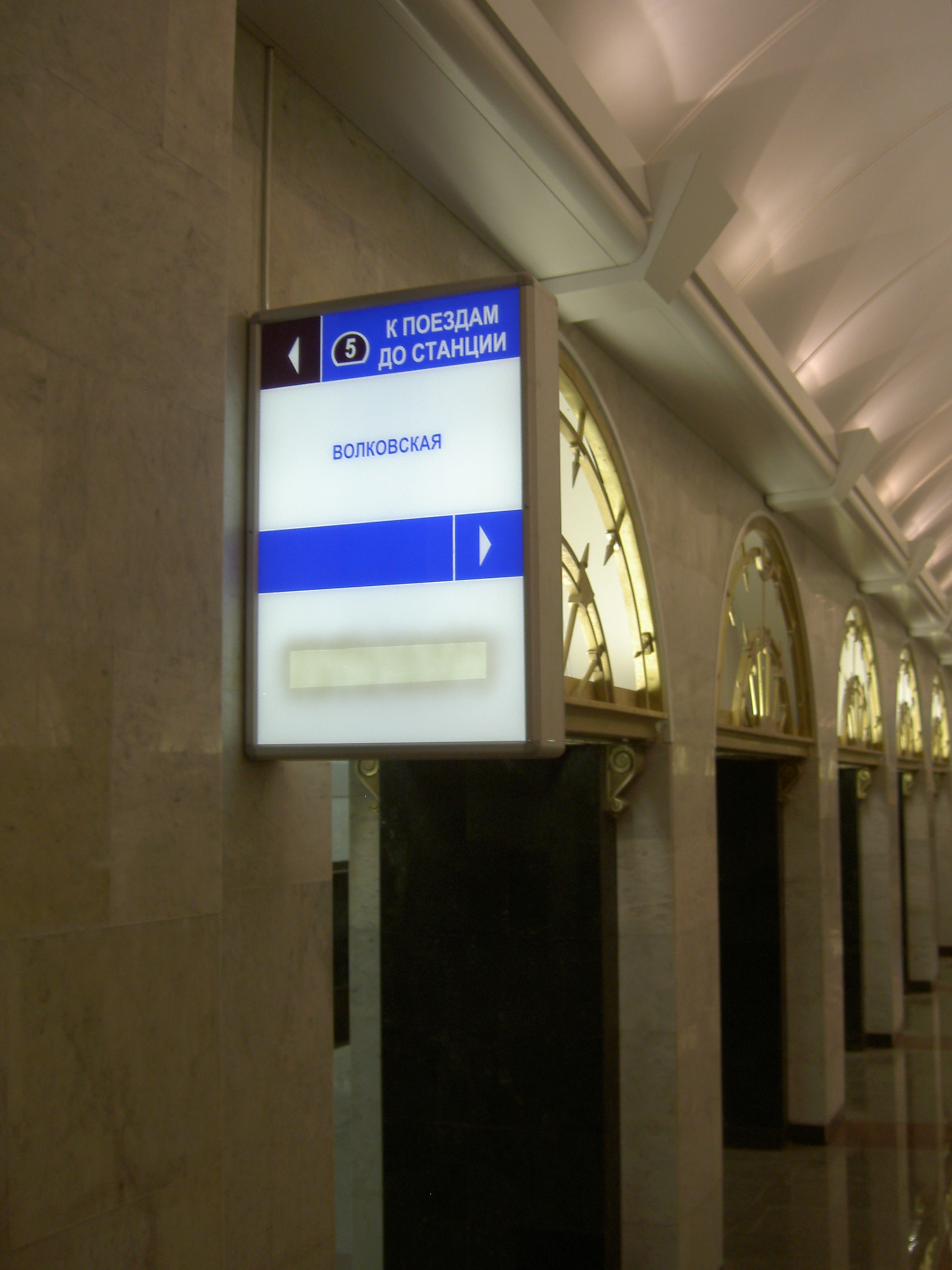
Информационный указатель с заклеенной секцией
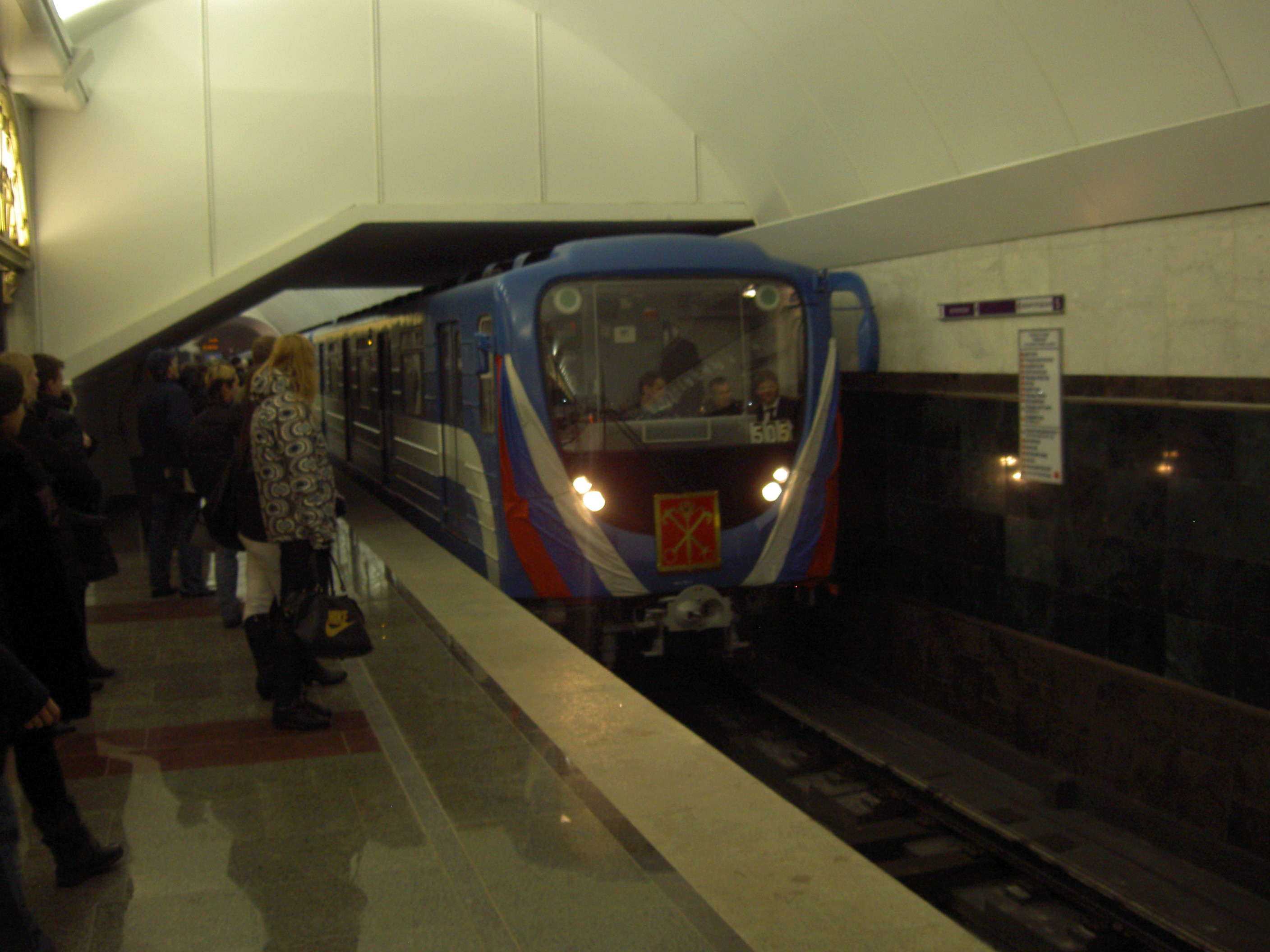
Челнок, прибывающий со станции «Волковская» на платформу, предназначенную для поездов со стороны «Садовой»

## Наземный транспорт

### Трамвайные маршруты
| №  | Пересадки                                                                              | Конечный пункт 1    | Конечный пункт 2 |
| -- | -------------------------------------------------------------------------------------- | ------------------- | ---------------- |
| 16 | Обводный канал Лиговский проспект Пушкинская Витебский вокзал Технологический институт | Карбюраторный завод | Нарвская         |

### Троллейбусные маршруты
| №  | Пересадки | Конечный пункт 1           | Конечный пункт 2             |
| -- | --- | -------------------------- | ---------------------------- |
| 3  | Площадь Ленина Финляндский вокзал Владимирская Достоевская Пушкинская Витебский вокзал Технологический институт                                                              | улица Маршала Тухачевского | Балтийская Балтийский вокзал |
| 8  | Пискарёвка Площадь Ленина Финляндский вокзал Владимирская Достоевская Пушкинская Витебский вокзал Технологический институт                                                   | Ручьи                      | Балтийская Балтийский вокзал |
| 12 | Чернышевская Владимирская Достоевская Пушкинская Витебский вокзал Сенная площадь Спасская Садовая Василеостровская Приморская                                                | Улица Кораблестроителей    | Тульская улица               |
| 15 | Чернышевская Владимирская Достоевская Пушкинская Витебский вокзал Технологический институт Фрунзенская Московские ворота Электросила                                         | Тульская улица             | Сызранская улица             |
| 17 | Невский проспект Гостиный двор Адмиралтейская Сенная площадь Садовая Спасская Пушкинская Витебский вокзал Технологический институт Фрунзенская Московские ворота Электросила | Казанский собор            | улица Костюшко               |

### Автобусные маршруты
| №   | Пересадки | Конечный пункт 1 | Конечный пункт 2              |
| --- | --- | ---------------- | ----------------------------- |
| 225 | Проспект Славы Электросила Московские Ворота Фрунзенская Технологический институт Пушкинская Витебский вокзал   | Купчино          | Владимирская Достоевская      |
| 262 | Приморская Горный институт Сенная Площадь Спасская Садовая Технологический институт Пушкинская Витебский вокзал | Наличная улица   | Звенигородская улица          |
| 290 | Чернышевская Владимирская Достоевская Пушкинская Витебский вокзал Технологический институт                      | Ржевка           | набережная реки Екатерингофки |